# Зайцев, Егор Андреевич
Его́р Андре́евич За́йцев (род. 3 мая 1998, Москва) — российский хоккеист, защитник московского «Спартака». Старший брат хоккеиста Олега Зайцева.

## Карьера
Воспитанник хоккейной школы «Динамо» им. А. И. Чернышёва. Профессиональную карьеру начал в молодёжной команде «Динамо» в 2014 году. В следующем году стал игроком команды ВХЛ, а через год дебютировал и за основной состав «Динамо» в чемпионате КХЛ. Это событие пришлось на домашний для «Динамо» матч, который состоялся 2 сентября 2016 года, против новосибирской «Сибири». 22 декабря 2016 год, в гостевой игре динамовцев против нижегородского «Торпедо», Зайцев стал одним из авторов результативной передачи, тем самым открыв счёт персональным очкам в КХЛ. Также, в сезоне 2016/17 в составе фарм-клуба бело-голубых, Егор Зайцев стал победителем чемпионата ВХЛ и обладателем Кубка Братина. На драфте НХЛ в 2017 году был выбран в седьмом раунде под общим 205-м номером клубом «Нью-Джерси Девилз».
8 января 2019 года, в гостевой игре против финского «Йокерита», Зайцев забросил свою первую шайбу в карьере, на уровне КХЛ. Всего за «Динамо» в КХЛ Зайцев провёл 331 матч, в котором отметился 47 очками — забросил 10 шайб и отдал 37 результативных передач, при показателе полезности «+29».
8 июня 2023 года в результате обмена на денежную компенсацию, спортивные права на Зайцева перешли московскому «Спартаку». 28 июня 2023 года заключил со «Спартаком» контракт на три года.

## Карьера в сборной
В 2014 году Зайцев в составе юниорской сборной стал победителем Мирового кубка вызова, проходившем в канадском городе Сарния. В 2017 году хоккеист принял участие в молодёжной суперсерии, а после, в качестве капитана команды, поехал на чемпионат мира среди молодёжных команд 2018.
В 2019 году Зайцев впервые был вызван в олимпийскую сборной России, в составе который принял участие в таких турнирах как Кубок Алроса, Sochi Hockey Open и международном турнире в Германии, проходившем в городе Крефельд.

## Достижения
- Обладатель Мирового кубка вызова: 2014
- Обладатель Кубка Братины: 2015/16

## Статистика
| Легенда | Легенда                    | Легенда | Легенда                   | Легенда | Легенда    |
| ------- | -------------------------- | ------- | ------------------------- | ------- | ---------- |
| И       | Количество проведённых игр | Штр     | Штрафное время            | +/−     | Плюс-минус |
| Г       | Голы                       | П       | Голевые передачи          | О       | Очки       |
| -       | Статистика неизвестна      | —       | Статистика не учитывалась |         |            |